# 26县纪事
《26县纪事》或《二十六县纪事》是播出的一部关于浙江省“山区二十六县”的纪录片，共5集，2022年10月21日在浙江卫视首播。

## 分集
| 集数   | 名称     | 首播日期       |
| ------ | -------- | -------------- |
| 第一集 | 《山川》 | 2022年10月21日 |
| 第二集 | 《山韵》 | 2022年10月22日 |
| 第三集 | 《山城》 | 2022年10月23日 |
| 第四集 | 《山味》 | 2022年10月31日 |
| 第五集 | 《山海》 | 2022年11月1日  |